# MicroB
MicroB — беспилотный летательный аппарат.
Дрон разработан израильской компанией BlueBird Aero Systems Предназначен для ведения наблюдения, патрулирования, разведки и корректировки огневой поддержки. В качестве полезной нагрузки применяется стабилизированная широкоугольная оптическая камера массой 240 г. Фотоснимки записываются на встроенную микросхему памяти. Весь комплекс размещается в двух чемоданах каждый из которых весит около 7 кг.  СМИ сообщали, что эти БПЛА были закуплены странами Европы, США и ЮАР.

## ЛТХ
- Радиус действия — до 10 км.
- максимальная взлетная масса - 1 килограмм.
- полезная нагрузка — 0,240 килограмма.
- Скорость достигает 85 км/ч
- Максимальная продолжительность полета — час.